# اوخچی
اوخچی یکی از روستاهای تاریخی استان آذربایجان شرقی است که در دهستان سراجوی جنوبی بخش سراجو شهرستان مراغه واقع شده‌است.